# Bâtiment de la Realka à Belgrade

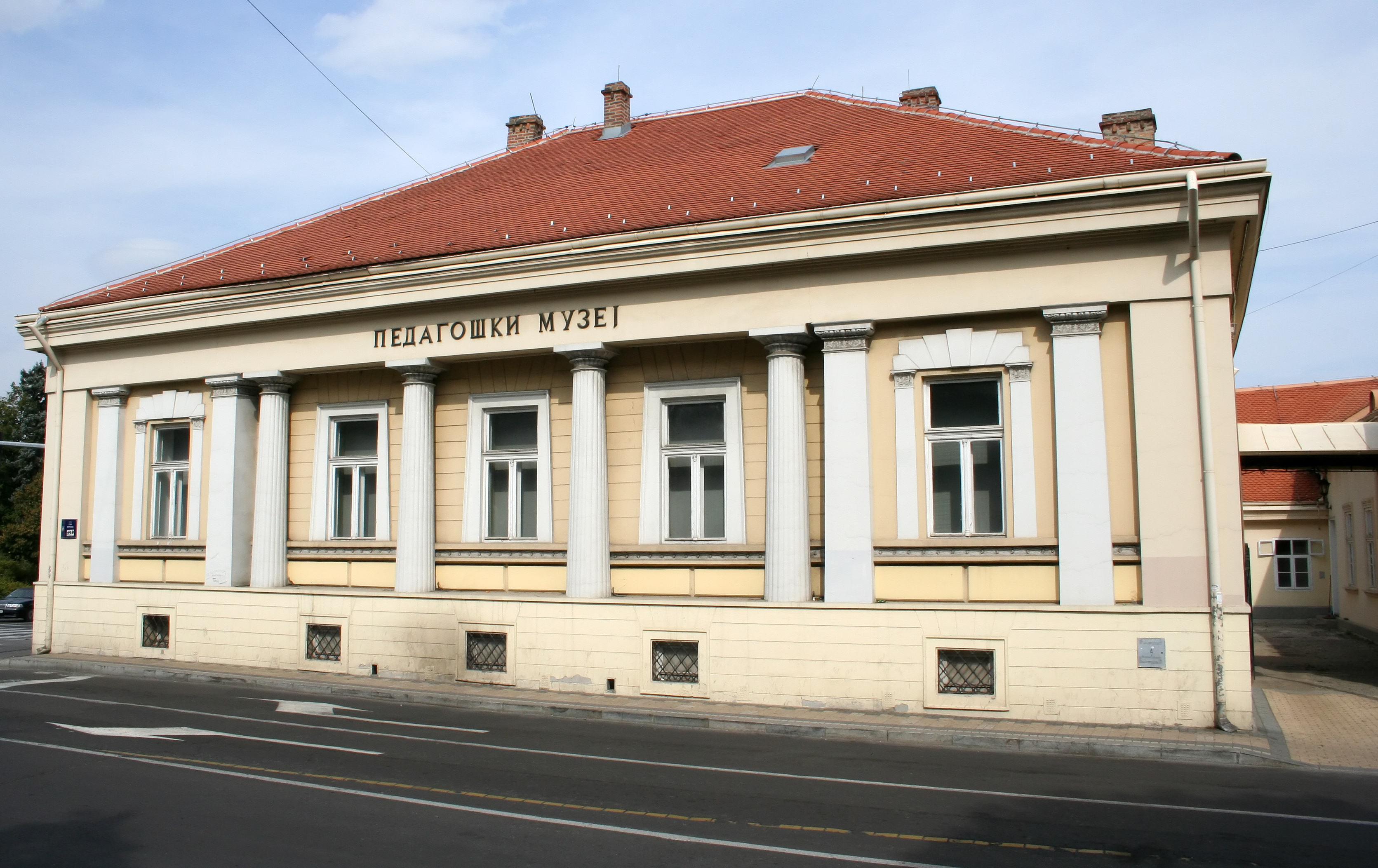
Bâtiment de la Realka à Belgrade

Le bâtiment de la Realka (l'école moderne) à Belgrade, est situé au coin des rues Uzun Mirkova, no.14 et Tadeuša Košćuška, construit entre 1835 et 1840  dans le style du classicisme, probablement selon la conception de Franc Janke Sa valeur socio-historique est dans l’importance qu’il avait comme un bâtiment de l’école à laquelle il a participé ou il a enseigné des personnes célèbre de la Serbie du XIXe siècle, à savoir: les enseignants Stevan Todorović, Todor Mijušković, Petar Ubavkić, Mihajlo Valtrović, Djordje Krstić et les élèves Kosta Glavinić, Milan Kapetanović, Svetozar Jovanović, Milorad Ruvidić, Danilo Vladisavljević, Nikola Nestorović. L'école a été nommée selon la Realka belgradoise qui a été longtemps placée en elle. Le plus ancien bâtiment conservé à Belgrade a été construit entièrement dans l'esprit européen et il est un exemplaire unique du classicisme.

## Histoire
Jusqu'en 1867, quand il a été occupé par la Première Realka belgradoise, qui utilisait le bâtiment jusqu'au début de la Seconde Guerre mondiale, il changeait son objectif plusieurs fois. Il a été le consulat anglais, il a été utilisé par la gendarmerie serbe, le siège de l'Armée. Aujourd'hui, il s’y trouve le Musée pédagogique de la Serbie. En raison de son caractère représentatif et sa taille, la maison était dans sa possession un peu de temps et il l'a cédé pour des fins publiques. Le consulat anglais se trouvai peu de temps dans la maison.
Il a été mentionné que le consul général anglais Hodges organisait dans la maison les réceptions, les dines et les bals, dont la plus importante était le 27 janvier 1938, où le prince Miloš Obrenovic a participé ensemble avec la princesse Ljubica. Ensuite, pour la première fois, en cassant avec des anciennes coutumes, les femmes étaient assises ensemble avec les hommes, et il a été joué des jeux européens. Puis, il a été situé dans ce bâtiment „L'organismecompétant de la cour municipale“, et à l'année scolaire 1867-68, la première Realka belgradoise s'installe dans le bâtiment, qui y reste jusqu'à la Seconde Guerre mondiale. Il a sauvegardé son objectif éducatif pendant des années – il y était situé l'Académie militaire, ensuite l'école primaire „Pera Popović – Aga“, et l'école de commerce „Rade Končar“. Aujourd'hui, dans ce bâtiment, il se trouve le Musée pédagogique.

## Architecture du bâtiment
Le bâtiment le plus ancien conservé à Belgrade a été construit entièrement dans un esprit européen et représente un exemplaire unique de classicisme. Le bâtiment est composé du rez-de-chaussée, de la base rectangulaire, des proportions harmonieuses, sur la base du système de rapport d'or, conçu dans le style classique. Les façades sont décomposés en trois bandes horizontales - le socle, un tissu mural central et la frise avec la corniche de toit, tandis que la division verticale est réalisée par des pilastres et des demi-colonnes doriques. Les éléments plastiques architecturaux suivent et interprètent le système structurel et accentuent par son caractère décoratif la partie de la maison face au carrefour.
La façade principale, face à la rue Uzun Mirkova, a de forts contrastes clair-obscur, qui sont générés par la division verticale de la façade avec des pilastres et une série de colonnes qui imitent le style dorique, en marquant la salle festive de la maison. La façade donnant sur la rue Tadeuša Košćuška est formée par les mêmes motifs décoratifs, mais étant donné le but des chambres de ce côté, elle n’a pas reçu des colonnes doriques. De même, le traitement de la façade de sud-est avec l'entrée principale était similaire, tandis que la façade opposée du côté plus long, est sans éléments en plastique. Les proportions de tous les éléments décoratifs ont été soumises à des motifs géométriques symétriques strictes, ce qui donne à l'édifice une gravité et de sérieux. Avec sa robustesse, une haute performance, et un nouvel ordre de chambres, cette maison pourrait servir de modèle pour les bâtiments de la famille construits ultérieurement. Comme l'un des rares bâtiments survivants de la quatrième décennie du XIXe siècle, par ses caractéristiques de style, le système structurel et la conception architecturale, le bâtiment de Realka signifie une rupture complète avec la tradition et la transition de l’architecture des Balkans à l'architecture européenne moderne sur le territoire de Belgrade.
Près du bâtiment ancien, au début du XXe siècle, en raison du manque d'espace scolaire, il a été construit un bâtiment à deux étages. La nouvelle installation est organiquement liée à l'existant, mais l'architecture est harmonisée avec les exigences de temps et les façades ont été formées par les éléments de l'Art Nouveau. Des modifications ont été apportées aux façades – au nord-est par la modification de l’ouverture, et au sud-est par la clôture de champ entre deux pilastres. La modification du but de bâtiment a conduit à des changements à l'intérieur, en particulier dans la distribution et les tailles des chambres.
Les travaux de conservation ont été faits en 1964-1965, 1972-1975 et 1992-1994. L'assainissement de l’humidité et la restauration des façades ont été faites en 2004.

## Importance
Comme un exemplaire rare de la première moitié du XIXe siècle et l’exemplaire unique du classicisme à Belgrade, de même qu’en raison de l’importance pour le développement de notre système éducatif, le bâtiment de Realka est établi comme le bien culturel d’une grande importance (Le Journal official de la République fédérale de Serbie, no. 14/79).